# Tithorea sulphurata
Tithorea sulphurata är en fjärilsart som beskrevs av Jose Francisco Zikán 1941. Tithorea sulphurata ingår i släktet Tithorea och familjen praktfjärilar. Inga underarter finns listade i Catalogue of Life.